# Briarwood (Kentucky)
Briarwood és una població dels Estats Units a l'estat de Kentucky. Segons el cens del 2000 tenia 554 habitants.

## Demografia
Segons el cens del 2000, Briarwood tenia 554 habitants, 272 habitatges, i 136 famílies. La densitat de població era de 1.944,6 habitants/km².
Dels 272 habitatges en un 16,5% hi vivien nens de menys de 18 anys, en un 35,3% hi vivien parelles casades, en un 12,9% dones solteres, i en un 50% no eren unitats familiars. En el 46% dels habitatges hi vivien persones soles el 21,3% de les quals corresponia a persones de 65 anys o més que vivien soles. El nombre mitjà de persones vivint en cada habitatge era d'1,9 i el nombre mitjà de persones que vivien en cada família era de 2,65.
Per edats la població es repartia de la següent manera: un 14,6% tenia menys de 18 anys, un 6,9% entre 18 i 24, un 26,5% entre 25 i 44, un 28% de 45 a 60 i un 24% 65 anys o més.
L'edat mediana era de 46 anys. Per cada 100 dones de 18 o més anys hi havia 65,4 homes.
La renda mediana per habitatge era de 47.500 $ i la renda mediana per família de 50.000 $. Els homes tenien una renda mediana de 41.750 $ mentre que les dones 30.625 $. La renda per capita de la població era de 25.196 $. Entorn del 7,1% de les famílies i el 4,4% de la població estaven per davall del llindar de pobresa.

## Poblacions més properes
El següent diagrama mostra les poblacions més properes.